# 6573 Magnitskij
A 6573 Magnitskij (ideiglenes jelöléssel 1974 SK1) a Naprendszer kisbolygóövében található aszteroida. Ljudmila Ivanovna Csernih fedezte fel 1974. szeptember 19-én.